# Ectropothecium viridifolium
Ectropothecium viridifolium är en bladmossart som beskrevs av Edwin Bunting Bartram 1933. Ectropothecium viridifolium ingår i släktet Ectropothecium och familjen Hypnaceae. Inga underarter finns listade i Catalogue of Life.